# Richard Verderber
Richard Verderber (* 23. Jänner 1884 in Gottschee; † 8. September 1955 in Wien) war ein österreichischer Fechter, der als Angehöriger des K.u.k. Militär Fecht- und Turnlehrerinstituts an den Olympischen Spielen 1912 in Stockholm teilnahm. Dort gewann er zwei Medaillen und wurde damit der erfolgreichste Österreicher bei diesen Spielen. Nach dem Ersten Weltkrieg blieb Verderber beim Militär und war zusätzlich als Fechttrainer des Wiener Unions-Fechtclubs tätig. Vor den Olympischen Spielen 1936 in Berlin trainierte er die österreichische Olympiamannschaft.

## Leben
Verderber wurde 1884 in Gottschee geboren und besuchte nach dem Gymnasium die Kadettenschule in Marburg und Lemberg. Im Jahr 1902 meldete er sich freiwillig zum Infanterieregiment Nr. 10. Bereits in diesem Jahr wurde neben Schwimmen, Radfahren und Turnen auch Fechten als besondere Qualifikation Verderbers angegeben und 1904 wurde er zum Wiener Neustädter Militär-Fecht- und Turnlehrerkurs kommandiert. Ab 1907 leitete er den Offiziersunterricht für Florettfechten, Skilaufen und Schwimmen, von 1912 bis zum Kriegsbeginn wurde er Leiter des Unterrichts im Säbelfechten. Zwischenzeitlich wurde er 1909 zum Oberleutnant befördert. Im Jahr 1912 nahm er an den Olympischen Spielen in Stockholm teil und errang einen zweiten Platz mit der Mannschaft im Säbelfechten und wurde Dritter im Floretteinzel.
Während des Ersten Weltkrieges war Verderber zunächst Kompaniekommandant, nach seiner Beförderung zum Hauptmann (im Jahr 1915) ab 1916 schließlich Bataillonskommandant. Laut Kriegsarchiv zeigte er immer wieder „Energie, Tatkraft und Härte gegen sich selbst“ und ihm wurden mehrere Kriegsauszeichnungen verliehen. Gegen Kriegsende besuchte er den Armee-Sturmlehrerkurs in Zloczow und wurde Kommandant des Sturmbataillons 25. Nach dem Krieg blieb Verderber beim Militär und wurde mehrfach befördert. Ab 1925 war er Kommandant des Wiener Neustädter Kurses für Körperausbildung, 1934 wurde er zum Oberst befördert und in den Ruhestand versetzt.
Seit 1907 war Verderber bereits Fechtmeister, nahm jedoch weiterhin an Fechtwettbewerben teil, bis er sich nach dem Ersten Weltkrieg nur noch als Trainer betätigte. Spätestens seit 1923 war er Fechtmeister des Wiener Unions-Fechtclubs, bei dem er bis zu seinem Tode im Jahr 1955 als Fechtlehrer aktiv blieb. Im Zuge der Vorbereitungen für die Olympischen Spiele 1936 war er auch Trainer der österreichischen Olympiafechter.
Im Jahr 1919 heiratete er die einer jüdischen Familie entstammende Pauline Weil, wahrscheinlich die Schwester einer seiner Fechtschülerinnen. Die Ehe wurde auch während der Zeit des Nationalsozialismus aufrechterhalten.

## Erfolge
- Grand Prix im Säbeleinzel, Internationales Turnier von Ostende 1908.[1]
- Viermaliger Österreichischer Staatsmeister, in den Jahren 1912 und 1914 jeweils mit Florett und Säbel.[4]
- 3. Platz Herrenflorett-Einzel bei den Olympischen Spielen 1912.
- 2. Platz Herrensäbel-Mannschaft bei den Olympischen Spielen 1912 zusammen mit Albert Bogen, Rudolf Cvetko, Friedrich Golling, Otto Herschmann, Andreas Suttner und Reinhold Trampler.